# Arthur Mülverstedt
Arthur Ferdinand August Mülverstedt, född 30 juni 1894 i Gebesee, död 10 augusti 1941 i närheten av Luga, var en tysk SS-Gruppenführer och generallöjtnant i Schutzpolizei. Han var bland annat generalinspektör för Schutzpolizei och befälhavare för 4. SS-Polizei-Panzergrenadier-Division.

## Biografi
Mülverstedt blev 1932 medlem i Nationalsocialistiska tyska arbetarepartiet (NSDAP). Efter att för en tid varit ställföreträdare för generalinspektören för Schutzpolizei (Generalinspekteur der Schutzpolizei des Reiches) utnämndes han i april 1937 till dennes efterträdare. Efter Anschluss, Tysklands annektering av Österrike i mars 1938, och ockupationen av Tjeckoslovakien ett år senare kom Mülverstedt att inneha höga polisposter i dessa territorier.

### Andra världskriget
Efter Brombergs blodiga söndag i september 1939 var Mülverstedt involverad i de tyska vedergällningarna mot polackerna. I november 1940 utsågs han till befälhavare för 4. SS-Polizei-Panzergrenadier-Division och efterträdde därmed Karl Pfeffer-Wildenbruch.
Den 22 juni 1941 inledde Tyskland Operation Barbarossa, angreppet mot den tidigare bundsförvanten Sovjetunionen, och Mülverstedts division kom att tillhöra Armégrupp Nord. Mülverstedt stupade för artillerield söder om Luga.